# Tapheocarpa calandrinioides
Tapheocarpa calandrinioides (F.Muell.) Conran – gatunek rzadkiej rośliny z monotypowego rodzaju Tapheocarpa Conran z rodziny komelinowatych. Występuje na krótkotrwałych, słodkowodnych mokradłach obecnych wzdłuż wschodniego i południowego wybrzeża Zatoki Karpentaria w północnym stanie Queensland w Australii.
Nazwa rodzaju pochodzi od greckich słów ταφευς (tapheus – ten, który zakopuje, grzebie) i καρπός (karpos – owoc). Epitet gatunkowy oznacza „podobny do kalandryni”.

## Morfologia
PokrójWieloletnie, zielne, smukłe, wpół wynurzone rośliny wodne.
PędyPodziemne kłącze. Łodygi wydłużone, pokładające się, mniej więcej pływające, ukorzeniające się w węzłach.
LiścieUlistnienie naprzemianległe, blaszki liściowe równowąskie, bezogonkowe, u nasady silnie rozrośnięte w pochwę liściową.
KwiatyPojedyncze, szypułkowe, wyrastające z kątów liści blisko wierzchołka łodygi, pozbawione przysadki. Okwiat promienisty (nieco grzbiecisty), szeroko otwierający się, o więdniejących listkach. Trzy listki zewnętrznego okółka zielonkawokremowe z fioletowymi żyłkami, dwa doosiowe zrośnięte. Trzy listki wewnętrznego okółka wolne, nierówne, dolny nieco większy od górnych, białe przechodzące w ciemnoniebieskofioletowe. Trzy pręciki osadzone po odosiowej stronie okwiatu, o nagich nitkach; główka środkowego pręcika jasnożółta, większa od bocznych, które są bladoniebieskie. Trzy prątniczki położone doosiowo, nagie, o jasnożółtych, krzyżowych główkach. Zalążnia trójkomorowa. Komora odosiowa jałowa, w pozostałych pojedynczy zalążek. Szyjka słupka nitkowata, biała, zwieńczona zwinięto-główkowatym, bladoniebieskim znamieniem.
OwoceKolczaste, niepękające, dwukomorowe, bladobrązowe, osadzone na wydłużonej szypułce. Nasiona jajowate do klinowatych, gładkie, koloru kości słoniowej, z wydatnym, wypukłym, kolistym znaczkiem.

## Biologia i ekologia
SiedliskoRoślina rośnie na obrzeżach sezonowych, krótkotrwałych mokradeł słodkowodnych i bagien melaleukowych oraz starorzeczy, na obszarach o wyraźnym klimacie monsunowym.
RozwójRośliny tworzą płożące, wydłużone pędy, które choć ukorzenione w węzłach, w porze deszczowej unoszą się na powierzchni wody. Po zapyleniu kwiatu, wraz z opadaniem poziomu wody, wcześniej krótkie (2–3 cm) i wąskie (ok. 2 mm) szypułki wydłużają się do ok. 25 cm, pogrubiają do 5–7 mm i rosnąc w dół wprowadzają rozwijające się owoce w głąb błotnistego podłoża. Zakopane owoce dojrzewają pod ziemią. W porze suchej nadziemne organy roślin obumierają. Po ponownym zalaniu siedliska nasiona kiełkują, a z kłączy wyrastają nowe pędy, co pozwala roślinom szybko zasiedlić obrzeża mokradła. Ponieważ monsunowe bagna podlegają mniej więcej corocznym pożarom podczas pory suchej, strategia zakopywania owoców umożliwia tej roślinie skuteczne konkurowanie z innymi roślinami wodnymi, których kłącza narażone są na zniszczenie przez ogień i wysoką temperaturę.

## Systematyka
Pozycja systematycznaRodzaj z plemienia Commelineae podrodziny Commelinoideae w rodzinie komelinowatych (Commelinaceae).
Typ nomenklatorycznyHolotyp gatunku znajduje się w zielniku Królewskich Ogrodów Botanicznych w stanie Wiktoria. Izotypy znajdują się w zielnikach Ogrodów Botanicznych w Brisbane oraz Królewskiego Ogrodu Botanicznego w Kew.